# 1920 в Українській РСР
1920 в Україні — це перелік головних подій, що відбуваються у 1920 році в Україні. Також подано список відомих осіб, що народилися та померли в 1920 році. Крім того, зібрано список пам'ятних дат та ювілеїв 1920 року.

## Пам'ятні дати та ювілеї
- 1000 років з часу (920 рік):
  - першої сутички руських військ із печенігами.
- 975 років з часу (945 рік):
  - повстання деревлян, які стратили князя Ігоря.
  - початку правління княгині Ольги, дружини князя Ігоря.
- 950 років з часу (970 рік):
  - війська Святослава Ігоровича пішли в похід на Константинополь.
- 850 років з часу (1070 рік):
  - першої літописної згадки про Видубицький монастир під Києвом, заснований київським князем Всеволодом Ярославичем.
- 800 років з часу (1120 рік):
- Переяславський князь Ярополк Володимирович провів успішний похід проти половців.
- 750 років з часу (1170 рік):
  - Мстислав Ізяславич вигнав Гліба Юрійовича з Києва, однак незабаром помер, і Гліб Юрійович повернувся на князівство.
- 675 років з часу (1245 рік):
  - битви поблизу міста Ярослав між військами галицько-волинських князів Данила і Василька Романовичів з одного боку і силами угорців, поляків та галицької боярської опозиції з іншого у 1245 році (17 серпня).
  - початку подорожі князя Данила Романовича за ярликом у Золоту Орду.
- 325 років з часу (1595 рік):
  - Козаками взято турецьке місто Синоп, вперше використовуючи при цьому козацькі підводні човни.
- Северин Наливайко із запорожцями ходили до Волощини на поміч Австрії.
- 300 років з часу (1620 рік):
  - відновлення православної ієрархії в Україні, коли Ієрусалимський патріарх Феофан висвятив на православного митрополита Іова Борецького у 1620 році (10 вересня).
  - участь українських козаків у Цецорській битві війська Речі Посполитої з турецько-татарськими військами біля села Цецора поблизу Ясс (17 вересня — 7 жовтня).
- 225 років з часу (1695 рік початку спорудження на замовлення гетьмана Івана Мазепи Вознесенського собору в Переяславі.
- 200 років з часу (1720 рік) Указу Петра І про заборону друкувати книжки українською мовою.
- 175 років з часу (1745 рік початку спорудження у Львові собору Святого Юра — кафедрального собору греко-католицької церкви (архітектор Бернард Меретин).
- 150 років з часу (1770 рік) заклаждення на місці сучасного Запоріжжя — Олександрівської фортеці. Цю подію вважають датою заснування міста.
- 125 років з часу (1795 рік):
  - третього поділу Речі Посполитої, за яким до Російської імперії відійшла Західна Волинь, а Річ Посполита перестала існувати як окрема держава. Всі її землі поділили між собою Росія, Австрія та Пруссія.
  - заснування міста Одеси.
- 100 років з часу (1820 рік):
  - відкриття князем Олександром Безбородьком в м. Ніжині гімназії вищих наук, що прирівнювалася до університету.
  - придушення виступів опришків під проводом Олекси Довбуша на Прикарпатті.
  - початок виступів опришків на чолі з Мироном Штолюком у Східній Галичині та Північній Буковині.
- 75 років з часу (1845 рік діяльності таємного Кирило-Мефодіївського братства в Києві (грудень).
- 50 років з часу (1870 рік):
  - початку проведення реформа міського самоврядування в Російській імперії.
  - заснування москвофілами Галичини громадсько-політичної організації «Руська Рада».
- 25 років з часу публікації брошури Юліана Бачинського «Ukraina irredenta» («Україна уярмлена»), у якій він доводив історичну необхідність здобуття Україною незалежності у 1895 році.

### Видатних особистостей

#### Народження
- 700 років з дня народження (1220 рік):
  - Олександр Ярославич (Невський), великий князь Київський (1249—1263 рр.), князь новгородський (1236—1251 рр.), великий князь володимирський (1252—1263 рр.); син Ярослава III Всеволодовича, прийомний син Батия, правнук Юрія Долгорукого; прославився перемогами над шведами у битві на Неві (1240) і лицарями Лівонського ордену (Льодове побоїще, 1242 р.).
- 500 років з дня народження (1420 рік):
  - Семен Олелькович, останній князь Київський (1455—1470 рр.); правнук Великого литовського князя Ольгерда.
- 350 років з дня народження (1570 рік):
  - Памво Беринда, український лексикограф, мовознавець («Лексіконъ славеноросскїй альбо Именъ тлъкованїє», 1627), письменник, друкар.
- 300 років з дня народження (1620 рік):
  - Самойлович Іван, український військовий, політичний і державний діяч, гетьман Війська Запорозького, гетьман Лівобережної України (1672—1687 рр.).
- 250 років з дня народження (1670 рік):
  - Самійло Васильович Величко, український козацький літописець.
- 175 років з дня смерті (1745 рік):
  - Березовський Максим Созонтович, український композитор, диригент, співак.
- 100 років з дня народження (1820 рік):
  - Лебединцев Петро Гаврилович, український історик, археолог, педагог, журналіст, релігійний та освітній діяч.
  - Харитоненко Іван Герасимович, український землевласник, промисловець-цукрозаводчик, філантроп і меценат з роду Харитоненків. Належав до найбагатших власників цукрових заводів в Україні.
  - Карпенко Григорій Данилович, український письменник, актор.
- 75 років з дня смерті (1845 рік):
  - Косач Олена Антонівна, українська письменниця, громадська діячка.
  - Пулюй Іван Павлович, український фізик і електротехнік, ректор Німецької вищої технічної школи в Празі.
  - Андрієвський Олексій Олександрович, український педагог, історик, літератор, публіцист, археограф і громадський діяч.
  - Мечников Ілля Ілліч, ембріолог, фізіолог і патолог, Нобелівський лауреат (1908).
  - Лучицький Іван Васильович, український і російський історик-медієвіст. Член Історичного товариства імені Нестора-Літописця, член-кореспондент Петербурзької АН (обрано 13 грудня 1908 року).
  - Карпенко-Карий (Тобілевич) Іван Карпович, український драматург, автор п'єс «Бурлака», «Сто тисяч», «Хазяїн», «Наймичка», «Безталанна», «Сава Чалий», актор, режисер, театральний діяч.
  - Лепкий Сильвестр Теодоровичукраїнський письменник, священик УГКЦ, громадсько-політичний, культурний діяч. Батько Богдана, Миколи та Левка Лепких.
- 50 років з дня народження (1870 рік):
  - Євген Оскарович Патон, український вчений у галузі мостобудування і зварювання.
- 25 років з дня народження (1895 рік):
  - Лятошинський Борис Миколайович, український композитор, педагог, диригент
  - Петро Дяченко, командир полку Чорних Запорожців, командир 2-ї дивізії Української Національної Армії, генерал-хорунжий УНА в екзилі.
  - Рильський Максим Тадейович, український поет, перекладач, публіцист
  - Григорій Гурійович Верьовка, український композитор і хоровий диригент, педагог

#### Смерті
- 750 років з дня смерті (1170 рік):
  - Мстислав Ізяславич (Мстислав II), князь переяславський (1146—1149, 1151—1154 рр.), пересопницький (1155—1156 рр.), волинський (1156—1170 рр.), Великий князь київський (1167—1169, 1170 рр.) з династії Рюриковичв.
- 650 років з дня смерті (1270 рік):
  - Бела IV, король Угорщини і Хорватії (1235—1270 рр.) з династії Арпадів; свекор Данила Галицького.
- 450 років з дня смерті (1470 рік):
  - Семен Олелькович, останній князь Київський, (1455—1470 рр.); правнук Великого литовського князя Ольгерда.
- 325 років з дня смерті (1595 рік):
  - Римша Андрій, український і польський письменник («Хронологія») і перекладач.
- 175 років з дня смерті (1745 рік):
  - Довбуш Олекса Васильович, український народний герой, ватажок повстання карпатських опришків (1738—1745 рр.)
- 100 років з дня смерті (1820 рік):
  - Гудович Іван Васильович, граф (з 5 квітня 1797), генерал-фельдмаршал російської імператорської армії з відомого козацько-старшинського роду Гудовичів.
  - Срезневський Іван Овсійович, професор (з 1813) красномовства, поезії й слов'янських мов Харківського університету.
- 75 років з дня смерті (1845 рік):
  - Полетика Василь Григорович, український історик, історіограф, джерелознавець, збирач документальних матеріалів з історії України XIV−XVIII ст., громадський діяч, засновник та попечитель навчальних та медичних закладів.
- 50 років з дня смерті (1870 рік):
  - Вербицький Михайло Михайлович, український композитор, хоровий диригент, автор музики державного гімну України «Ще не вмерла Україна».
- 25 років з дня смерті (1895 рік):
  - Драгоманов Михайло Петрович, український історик та громадський діяч

## Події
- 3 лютого — захоплення більшовицькими військами РСЧА Миколаєва і Херсону в ході українсько-радянської війни.
- 12 лютого — Начальна команда Української Галицької армії уклала у Києві з Революційною військовою радою 12-ї армії РСФРР угоду про злиття УГА з Червоною армією, за якою галицькі частини зберігали свою осібність та реорганізовувалися у три окремі бригади.
- 14 березня — рішення Антанти про остаточне включення Східної Галичини до складу Польщі.
- 21 — 24 квітня — підписання Варшавський договір між УНР і Польщею.
- 25 квітня — початок польсько-радянської війни.
- 5 травня — відбулося засідання Всеукраїнської православної церковної ради, на якому було вирішено проголосити автокефалію української православної церкви. Однак це так і не відбулося, оскільки до кінця року більшовики остаточно закріпилися в Україні.
- 6 травня — закінчення Першого зимового походу українських військ по тилах Добровольчої армії Антона Денікіна та Червоної армії.
- 7 травня — зайняття польськими під командуванням Юзефа Пілсудського і Ридз-Едвард Смігли за підтримки частин військ Симона Петлюри Києва.
- 26 травня — початок контрнаступу більшовиків по території України.
- 12 червня — захоплення більшовиками Києва, що тоді контролювався силами УНР та Польщі.
- 13 липня — Постановою Раднаркому УСРР створено Товариство Червоного Хреста України.
- 15 липня — рішення Управління вищих шкіл Києва про створення на базі Київського університету Св. Володимира та Вищих жіночих курсів Київський вищий інститут народної освіти, якому радою професорів було присвоєно ім'я М. П. Драгоманова (тепер — Національний педагогічний університет імені Михайла Драгоманова). Цього ж року в інститут були влиті народні університети, географічний, Фребелівський та вчительський інститути, а також приватні жіночі педагогічні курси. Першим ректором інституту став український математик Костянтин Мусійович Щербина.
- 16 липня — почакто роботи IV всеукраїнського з'їзду Української партії лівих соціал-революціонерів (боротьбистів) за участю 64 делегатів із вирішальним голосом і 18 — з дорадчим, на якому було ухвалено рішення про об'єднання з КП(б)У.
- 28 жовтня — країни Антанти підписали з Румунським королівством «Бессарабський протокол», який віддавав Бессарабію Румунії
- 28 жовтня — 17 листопада — більшовицький наступ проти Петра Врангеля в Криму.
- 21 листопада — остаточне припинення існування Української Народної Республіки на території України після отримання дозволу від польської сторони для переходу на західний берег ріки Збруч 12 тисяч вояків армії УНР разом зі штабом Головного Отамана Петлюри та урядом республіки.
- 28 грудня — підписання у Москві союзного договору між УСРР і РСФРР про військову і господарську співпрацю Володимиром Леніним та Георгієм Чичеріним з російського боку та Християном Раковським з боку УСРР.

## Особи

### Народились
- 23 квітня — Тютюнник Григорій Михайлович, письменник
- 1 травня — Копержинська Нонна Кронидівна, українська акторка
- 14 травня — Стецько Ярослава Йосипівна, український політик, лідер партії Конгрес Українських Націоналістів
- 22 травня — Гринько Микола Григорович, український кіноактор
- 11 червня — Ширко Надія Павлівна, українська акторка
- 25 вересня — Бондарчук Сергій Федорович, російський актор українського походження.

### Померли
- 6 січня — Левко Платонович Симиренко, український вчений, помолог і плодовод; вивів сорт яблук — ренет Симиренка (нар.. 18 лютого 1855 р.).
- 28 січня — Панас Мирний (Панас Якович Рудченко), український прозаїк («Хіба ревуть воли, як ясла повні?», «Повія») та драматург (нар.. 13 травня 1849 р.).
- 27 жовтня — Христина Данилівна Алчевська, український педагог, організатор народної освіти (нар.. 16 квітня 1841 р.).

## Засновані, створені
- Вінницький театр за ініціативи Гната Юри, Амвросія Бучми та Семена Семдора (28 січня). Через три роки його було запрошено до Харкова, а в 1926 році — до Києва. Нині це Національний академічний драматичний театр імені Івана Франка.
- Українська Військова Організація створена на з'їзді українців-військовиків у Празі, під керівництвом командира січових стрільців полковника Євгена Коновальця (30 липня).